# برايسون غراهام
برايسون غراهام (بالإنجليزية: Bryson Graham)‏ هو موسيقي جلسات ‏ بريطاني، ولد في 1 سبتمبر 1952، وتوفي في 6 ديسمبر 1993.

## وصلات خارجية
- برايسون غراهام على موقع ميوزك برينز (الإنجليزية)
- برايسون غراهام على موقع أول ميوزيك (الإنجليزية)
- برايسون غراهام على موقع ديسكوغز (الإنجليزية)